# Orbis Pictus

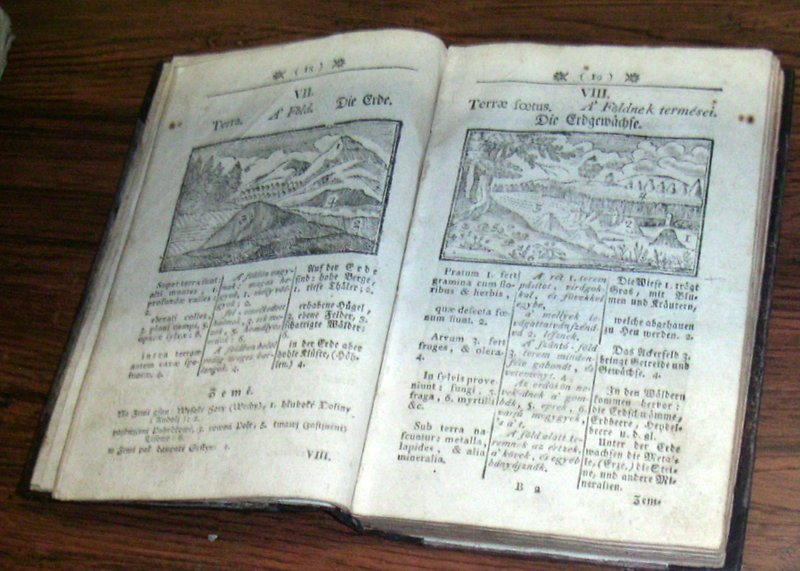
Переиздание Orbis Pictus XVIII века, опубликованное в Pressburg/Pozsony (Венгерское королевство). Эта редакция издана одновременно на латыни, венгерском, немецком и чешском языках.

Orbis Pictus или Orbis Sensualium Pictus («Наблюдаемый мир в картинках») — детский учебник, написанный чешским педагогом Яном Амосом Коменским и опубликованный в 1658 году. Это первый широко используемый детский учебник с иллюстрациями. Изначально он был опубликован на латыни и немецком языке, а в дальнейшем переиздавался на множестве европейских языков. Революционный по своей структуре учебник быстро распространился по Европе и стал образцом детских учебников на несколько веков.

## Текст учебника
Книга была разделена на главы, проиллюстрированные гравюрами, снабжённые подписями. В большинстве редакций текст был дан параллельно на латыни и родном языке ребёнка. Учебник состоял из 150 глав и охватывал широкий круг тем: неживая природа, ботаника, зоология, религия, люди и их занятия.

## История

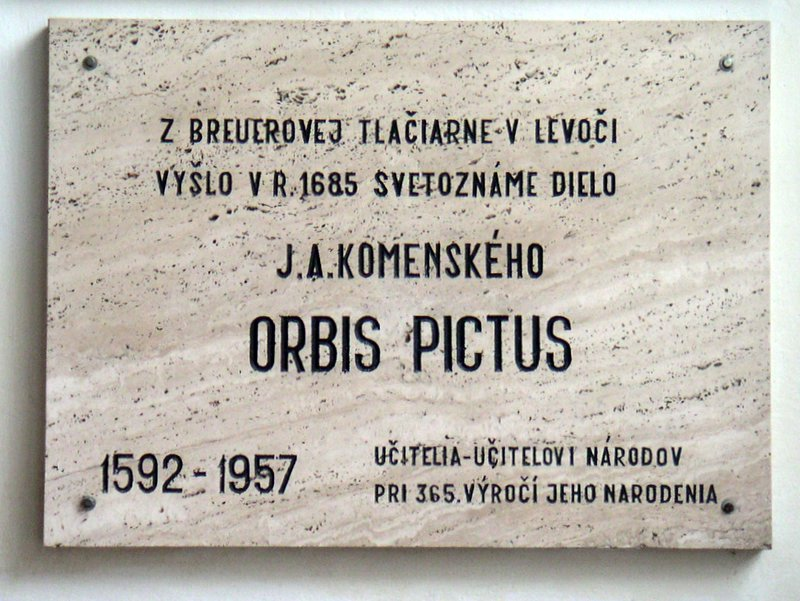
Памятная доска о публикации в городке Левоча

Первое издание было выпущено на латыни и немецком языке в 1658 году в Нюрнберге. Учебник быстро распространился по школам Германии и других стран. Первое английское издание вышло в 1659. Первое четырёхъязычное издание (на латыни, немецком, итальянском и французском) опубликовано в 1666 году. Первый чешский перевод содержится в выпущенном издательством Breuer в городе Левоча в 1685 году издании, которое также содержало также версии на латыни, немецком и венгерском. В 1670—1780 годах он также публиковался в последующих редакциях с расширенными текстами и иллюстрациями.
Orbis Pictus оказал большое влияние на детское образование. Он задал предпосылки для аудиовизуальных техник и для лексического подхода в изучении языков.